# Deputowani do Løgtingu XXXV kadencji (2015–2019)
Deputowani do Løgtingu XXXV kadencji – deputowani do farerskiego parlamentu wybrani podczas wyborów parlamentarnych, które odbyły się w dniu 1 września 2015.
Tabela przedstawia podział mandatów po wyborach parlamentarnych w 2015 oraz stan na 21 grudnia 2015:
| \| Ugrupowanie polityczne \| Ugrupowanie polityczne \| IX 2015 \| XII 2015 \| +/– \| \| ---------------------- \| ---------------------- \| ------- \| -------- \| --- \| \| \| Javnaðarflokkurin \| 8 \| 7 \| 1 \| \| \| Tjóðveldi \| 7 \| 7 \| — \| \| \| Fólkaflokkurin \| 6 \| 5 \| 1 \| \| \| Sambandsflokkurin \| 6 \| 6 \| — \| \| \| Framsókn \| 2 \| 2 \| — \| \| \| Miðflokkurin \| 2 \| 2 \| — \| \| \| Nýtt Sjálvstýri \| 2 \| 2 \| — \| \| \| Niezrzeszeni \| — \| 2 \| 2 \| \| Razem \| Razem \| 33 \| 33 \| 33 \| | Podział miejsc w Løgting po wyborach parlamentarnych. Podział 33 mandatów: Javnaðarflokkurin: 8 Tjóðveldi: 7 Framsókn: 2 Miðflokkurin: 2 Sambandsflokkurin: 6 Fólkaflokkurin: 6 Nýtt Sjálvstýri: 2 |         |          |     |
| Ugrupowanie polityczne | Ugrupowanie polityczne | IX 2015 | XII 2015 | +/– |
| | Javnaðarflokkurin | 8       | 7        | 1   |
| | Tjóðveldi | 7       | 7        | —   |
| | Fólkaflokkurin | 6       | 5        | 1   |
| | Sambandsflokkurin | 6       | 6        | —   |
| | Framsókn | 2       | 2        | —   |
| | Miðflokkurin | 2       | 2        | —   |
| | Nýtt Sjálvstýri | 2       | 2        | —   |
| | Niezrzeszeni | —       | 2        | 2   |
| Razem | Razem | 33      | 33       | 33  |

## Przynależność partyjna

### Stan na koniec kadencji
| Javnaðarflokkurin | Javnaðarflokkurin | Javnaðarflokkurin | Javnaðarflokkurin | Javnaðarflokkurin | Javnaðarflokkurin |
| --- | ----------------- | ----------------- | ----------------- | ----------------- | ----------------- |
| |                   |                   |                   |                   |                   |
| - Helena Dam á Neystabø - Bjarni Hammer - Jónleif Johannesen - Kristin Michelsen - Heðin Mortensen - Djóni Nolsøe Joensen - Kristianna Winther Poulsen |                   |                   |                   |                   |                   |

| Tjóðveldi | Tjóðveldi | Tjóðveldi | Tjóðveldi | Tjóðveldi | Tjóðveldi |
| --- | --------- | --------- | --------- | --------- | --------- |
| |           |           |           |           |           |
| - Annita á Fríðriksmørk - Katrin Kallsberg - Óluva Klettskarð - Ingolf S. Olsen - Pauli Trond Petersen - Páll á Reynatúgvu - Bjørt Samuelsen |           |           |           |           |           |

| Fólkaflokkurin                                                                                                 | Fólkaflokkurin | Fólkaflokkurin | Fólkaflokkurin | Fólkaflokkurin | Fólkaflokkurin |
| --- | -------------- | -------------- | -------------- | -------------- | -------------- |
| |                |                |                |                |                |
| - Elsebeth Mercedis Gunnleygsdóttur - Jógvan á Lakjuni - Jákup Mikkelsen - Jørgen Niclasen - Jacob Vestergaard |                |                |                |                |                |

| Sambandsflokkurin                                                                                         | Sambandsflokkurin | Sambandsflokkurin | Sambandsflokkurin | Sambandsflokkurin | Sambandsflokkurin |
| --- | ----------------- | ----------------- | ----------------- | ----------------- | ----------------- |
| |                   |                   |                   |                   |                   |
| - Edmund Joensen - Kaj Leo Johannesen - Bjørn Kalsø - Magni Laksáfoss - Bárður Nielsen - Magnus Rasmussen |                   |                   |                   |                   |                   |

| Framsókn                   | Framsókn | Framsókn | Framsókn | Framsókn | Framsókn |
| -------------------------- | -------- | -------- | -------- | -------- | -------- |
|                            |          |          |          |          |          |
| - Hanna Jensen - Ruth Vang |          |          |          |          |          |

| Miðflokkurin                       | Miðflokkurin | Miðflokkurin | Miðflokkurin | Miðflokkurin | Miðflokkurin |
| ---------------------------------- | ------------ | ------------ | ------------ | ------------ | ------------ |
|                                    |              |              |              |              |              |
| - Bill Justinussen - Jenis av Rana |              |              |              |              |              |

| Nýtt Sjálvstýri                          | Nýtt Sjálvstýri | Nýtt Sjálvstýri | Nýtt Sjálvstýri | Nýtt Sjálvstýri | Nýtt Sjálvstýri |
| ---------------------------------------- | --------------- | --------------- | --------------- | --------------- | --------------- |
|                                          |                 |                 |                 |                 |                 |
| - Kári P. Højgaard - Bárður Kass Nielsen |                 |                 |                 |                 |                 |

| Posłowie niezrzeszeni                | Posłowie niezrzeszeni | Posłowie niezrzeszeni | Posłowie niezrzeszeni | Posłowie niezrzeszeni | Posłowie niezrzeszeni |
| ------------------------------------ | --------------------- | --------------------- | --------------------- | --------------------- | --------------------- |
|                                      |                       |                       |                       |                       |                       |
| - Sonja Jógvansdóttir - Annika Olsen |                       |                       |                       |                       |                       |

### Posłowie, których mandat wygasł w trakcie kadencji (10 posłów)
| Poseł | Poseł               | Data wygaśnięcia mandatu | Przyczyna                                               | Następca                   | Następca                   |
| ----- | ------------------- | ------------------------ | ------------------------------------------------------- | -------------------------- | -------------------------- |
|       | Jógvan Skorheim     | 14 września 2015(dts)    | zrzeczenie się mandatu, pozostanie burmistrzem Klaksvík | Bárður Kass Nielsen        | Bárður Kass Nielsen        |
|       | Rigmor Dam          | 15 września 2015(dts)    | wybrana na Ministra Kultury                             | Kristianna Winther Poulsen | Kristianna Winther Poulsen |
|       | Kristina Háfoss     | 15 września 2015(dts)    | wybrana na Ministra Finansów                            | Pauli Trond Petersen       | Pauli Trond Petersen       |
|       | Høgni Hoydal        | 15 września 2015(dts)    | wybrany na Ministra Rybołówstwa                         | Bjørt Samuelsen            | Bjørt Samuelsen            |
|       | Aksel V. Johannesen | 15 września 2015(dts)    | wybrany na premiera                                     | Helena Dam á Neystabø      | Helena Dam á Neystabø      |
|       | Poul Michelsen      | 15 września 2015(dts)    | wybrany na Ministra Spraw Zagranicznych i Handlu        | Ruth Vang                  | Ruth Vang                  |
|       | Henrik Old          | 15 września 2015(dts)    | wybrany na Ministra Spraw Wewnętrznych                  | Djóni Nolsøe Joensen       | Djóni Nolsøe Joensen       |
|       | Eyðgun Samuelsen    | 15 września 2015(dts)    | wybrana na Ministra Spraw Socjalnych                    | Jónleif Johannesen         | Jónleif Johannesen         |
|       | Sirið Stenberg      | 15 września 2015(dts)    | wybrana na Ministra Zdrowia                             | Óluva Klettskarð           | Óluva Klettskarð           |
|       | Magni Arge          | 21 września 2015(dts)    | wybór na posła do Folketingu                            | Ingolf S. Olsen            | Ingolf S. Olsen            |

## Lista według zdobytych głosów
Na Wyspach Owczych obowiązuje system jednego okręgu wyborczego. Wybrano w ramach niego następujących posłów:
| Wyspy Owcze                                                                         | |  | |  | |  | |  |                                             |  |                                                         |  |                                                              |
| Posłowie wybrani z list poszczególnych partii (w nawiasach liczba zdobytych głosów) | |  | |  | |  | |  |                                             |  |                                                         |  |                                                              |
|                                                                                     | Javnaðarflokkurin Sonja Jógvansdóttir (1 021) Heðin Mortensen (392) Kristin Michelsen (302) Bjarni Hammer (298) Helena Dam á Neystabø (198) Jónleif Johannesen (183) Kristianna Winther Poulsen (157) Djóni Nolsøe Joensen (135) |  | Tjóðveldi Annita á Fríðriksmørk (425) Katrin Kallsberg (396) Páll á Reynatúgvu (369) Bjørt Samuelsen (361) Óluva Klettskarð (333) Pauli Trond Petersen (218) Ingolf S. Olsen (154) |  | Fólkaflokkurin Jacob Vestergaard (966) Annika Olsen (961 głosów) Jørgen Niclasen (699) Jákup Mikkelsen (380) Elsebeth Mercedis Gunnleygsdóttir (371) Jógvan á Lakjuni (365) |  | Sambandsflokkurin Edmund Joensen (636) Kaj Leo Johannesen (601) Bárður Nielsen (595) Magnus Rasmussen (503) Bjørn Kalsø (492) Magni Laksáfoss (374) |  | Framsókn Hanna Jensen (201) Ruth Vang (169) |  | Miðflokkurin Jenis av Rana (498) Bill Justinussen (370) |  | Nýtt Sjálvstýri Kári Højgaard (352) Bárður Kass Nielsen (69) |